# Sinetti
Sinetti är ett berg i Finland. Det ligger i Enontekis i landskapet Lappland, i den norra delen av landet, 900 km norr om huvudstaden Helsingfors. Toppen på Sinetti är 532 meter över havet, eller 130 meter över den omgivande terrängen. Bredden vid basen är 2,4 km.
Terrängen runt Sinetti är varierad.  Trakten runt Sinetti är nära nog obefolkad, med mindre än två invånare per kvadratkilometer. Det finns inga samhällen i närheten. Omgivningarna runt Sinetti är i huvudsak ett öppet busklandskap.